# 投資組合
投資組合（英語：Investment portfolio），又名資產投資組合，指金融资产的任意组合，資產有股票、债券和现金等。其所重視的是資產，例如股票、债券、外幣、期权、貴金屬、金融衍生工具、房地产、土地、甚至是古董、上市公司地位（俗稱「殼」）、藝術品、紅酒等。一個優質的資產投資組合最理想的是具高流動性、平穩及较高收益、低投資風險等。投资组合可由个人投资者或金融专业人士、对冲基金、银行和其他金融机构管理。一個投資組合是一個投資者手上持手的資產性投資組合的成分，按照投资风险等级可分为1R保守型、2R稳健型、3R平衡型、4R增长型、5R進取型、6R激进型。
資產投資組合的成份不會包括消費品，例如跑车、电视机、化妝品、成衣等，因為它們都並無增值潛力，甚至只有折舊。

## 概述
有许多类型的投资组合，包括市场投资组合和零投资组合。 投资组合的资产配置可以使用以下任何投资方法和原则进行管理：股息加权，等权重，资本化加权，价格加权，风险平价，资本资产定价模型，套利定价理论，詹森指数，特雷诺比率，夏普对角线（或指数）模型，风险价值模型，现代投资组合理论等。
有几种方法可以计算投资组合的回报和业绩。一种传统方法是使用季度或每月货币加权回报。然而，真正的时间加权法是金融市场中许多投资者的首选方法。 与指数或基准相比，还有几种模型用于衡量投资组合回报的绩效归属，部分被视为投资策略。

## 风险和收益的计算
，為座標軸上當收益固定时、风险最小的点，以及风险固定时、期望最大的点，所畫出之曲線。效率前緣曲線上的每個點都代表一個最佳投資組合，即在給定任意一個相同期望報酬的條件下，風險最低的投資組合。
根据Markowitz的现代投资组合理论，将概率论和数学规划结合，以股票价格作为随机变量，用期望表示收益，方差表示风险。当收益一定，使风险最小的投资组合问题列为如下二次规划问题：
{\displaystyle \min \ \sigma _{x}^{2}=X^{T}VX,\quad s.t.{\begin{cases}X^{T}I=1\\X^{T}R\geqslant r\\L\geqslant X\geqslant P\end{cases}}}
其中，{\displaystyle X=(x_{1},x_{2},...,x_{n})^{T}}为投资组合，{\displaystyle R=(r_{1},r_{2},...,r_{n})^{T}}为收益的期望向量，{\displaystyle V}为收益的协方差矩阵，{\displaystyle I}为单位向量，{\displaystyle P}为买空卖空的限制。投资组合的最优解是无差异曲线与投资组合有效边界的切点,我们进而可以求出各资产的持有比例。

### 离散模型

#### 報酬率
{\displaystyle r={\frac {W_{1}-W_{2}}{W_{0}}}} {\displaystyle W_{0}}：初始价格 {\displaystyle W_{1}}：最终价格
{\displaystyle {\bar {r}}=E(r)}：{\displaystyle r}的期望  {\displaystyle \sigma (r)=E(r-{\bar {r}})^{2}}：{\displaystyle r}的變異數
{\displaystyle n}个证券：{\displaystyle S_{1},S_{2},...,S_{n}}；報酬率：{\displaystyle r_{1},r_{2},...,r_{n}}；投资组合：{\displaystyle X=(x_{1},x_{2},...,x_{n}),x_{i}\geqslant 0,\textstyle \sum _{i=1}^{n}x_{i}\displaystyle =1}

#### 投资组合的收益
報酬率：{\displaystyle R_{x}=x_{1}r_{1}+x_{2}r_{2}+...+x_{n}r_{n}} 報酬率的期望：{\displaystyle {\bar {R}}_{x}=x_{1}{\bar {r}}_{1}+x_{2}{\bar {r}}_{2}+...+x_{n}{\bar {r}}_{n}}

#### 投资组合的风险
共變異數：
共變異數矩阵：
變異數：
投资组合的最优解：

### 连续模型
金融证券的动态：
无风险资产的定价：
风险资产的定价：
在交易策略下，投资者的价值过程：

## 相關
- 投资
- 证券投资基金
- 财务管理
- 个人理财
- 強積金
- VaR
- REITs
- 投資策略
- 複利計算機 （页面存档备份，存于）

1. ↑  Markowitz, Harry. . The Journal of Finance. 1952-03, 7 (1): 77–91  [2022-04-12]. doi:10.1111/j.1540-6261.1952.tb01525.x. （原始内容存档于2022-06-22） （英语）.
2. ↑  黄达,张杰. . [4]中国人民大学出版社. 2020/01.